# Молитва в иудаизме
Моли́тва в иудаи́зме — выражение евреем чувства покорности и благодарности Богу посредством обряда. Под словом «молитва» в талмудическом иудаизме обычно подразумевают как общинную молитву, так и личную мольбу. Различают молитвы Торы (Храма) и Талмуда (синагог).
Молитва может быть разнообразной: тфила («рассуждение»), браха («просьба на коленях»), тода («благодарение при жертвоприношении»), тхила («радостное хваление»), тхина («мольба в земном поклоне в пост»), атира («молитва при жертвоприношении в дыму пряных воскурений»), рина («ликование»), шава («клятва»).
Личные мольбы произносят на родном языке, общинные молитвы — на еврейском.
Молитвы, описанные в Торе, представляли собой обязательные жертвоприношения (налоги) в Храм при урожае и увеличении скота (имущества).
Молитвы Талмуда представляют собой ритуал в синагогах при радостных (свадьба, обрезание сына, выкуп первенца-сына, совершеннолетие сына) или грустных (похороны, поминки, годовщина смерти) событиях.
Большинство молитв составлено из трёх групп благословений.

## История
Источника иудейских молитв и благословений не обнаружено. Талмудические тексты молитв раввины образовывали постепенно. Обряды, обычаи, тексты были составлены лишь в постталмудическое время. Составление раввинами талмудических молитв и благословений было связано с чтением Писаний в синагогах. Современные исследователи называют «легендой» рассказ Талмуда о так называемом «великом собрании» раввинов, которые составили молитву «Амида».
В иудаизме оформились три типа молитвы:
- спонтанная эмоциональная молитва пророков (עבודה שהיא בלב‎[12], авода ше-ба-лев[13] — «сердечное служение»), отсутствует структура и ограничение времени[2];
- храмовая молитва при частном жертвоприношении (корбан), имеет краткий текст, записанный в Торе, произносили редко[2];
- синагогальная молитва общины, имеет точный текст и время произнесения, произносят часто[2].

В основе религиозной службы в синагоге — благословения и молитвы, которые произносят евреи в миньяне. Это противоречит библейским текстам, в которых право приносить жертвоприношения и молитвы в Храме имели исключительно кохены. Изначально иудейские молитвы произносили дважды в день на восходе и заходе солнца. Библейские благословения и молитвы составлены как хвала Богу, в которых Он назван в 3-м лице, тогда как раввины изменили начало благословений как обращение к Богу во 2-м лице («Ты»), а продолжение благословений оставлено как хвала Богу в 3-м лице («Он»). Изначально благословение было кратким и состояло из 1—2 слов в синагогах времени существования Храма. В древности евреи молились лишь от случая к случаю и благословения являлись случайным возгласом, например, в случае избавления от опасности.
Точный текст раввинистической молитвы «Амида» — неизвестен. В палестинском и вавилонском Талмудах указан точный текст лишь благословения «Хавинену», которое является объединением 12-и серединных благословений молитвы «Шемоне-Эсре» палестинской традиции (13-и благословений молитвы «Амида» вавилонской традиции) в сжатом виде. Благословения 4, 5, 6, 7, сначала зачитывали в Йом-кипур, благословения 1, 8, 9, 14, 16 были составлены в еврейской эллинистической диаспоре, а благословения 17, 18, 19 были составлены храмовыми служителями. Изначально молитва «Амида» была составлена раввинами из семи благословений — трёх начальных благословений, одного центрального благословения, трёх конечных благословений. Почти все молитвы оформлены в виде благословения: благословения, молитвы, кидуш, хавдала.

### Развитие шаблона благословения
- «Аллилуйя» (הללויה‬, Пс. 150) — возглас радости на свадьбах или победный клич на войне[25][20]
- «Галель», «Году», «Гошана», «Барух» — молитвы синагог времени Храма[26][27]
- «Благословен [Он] Бог» (ברוך אלהים‬, Пс. 65:20, 67:36) — первоначальная форма благословения[19]
- «Благословен [Он] Господь» (ברוך יהוה‬, а также ברוך אדני‬[28]) — благословение в конце каждой книги Псалтири (Пс. 40:14, 71:18, 88:53, 105:48, 143:1, 27:6; Быт. 9:26, 24:27; Исх. 18:10) — эта же фраза на вавилонском арамейском языке указана в Талмуде (בריך מריה, Вавилонский Талмуд, Брахот 40 б)
- «Благословен [Он] Милостивый [Он] наш Господь» (בריך רחמנא מריה, Вавилонский Талмуд, Брахот 40 б) — раввины указывали добавить слова «Милостивый наш», чтобы благословение было засчитано
- «Благословен [Он] Господь, Бог [Он] Израиля» (ברוך יהוה אלהי ישראל‎, Вавилонский Талмуд, Хагига 14 б)
- «Да будет [Он] Господь, Бог [Он] твой, Благословен [Он], Который» (יהי יהוה אלהיך ברוך אשר‬, 3Цар. 10:9; 2Пар. 9:8) — дальнейшее развитие благословения
- «Да будет имя Господне благословенно» (יהי שם יהוה מברך‬, Иов. 1:21; Пс. 112:2; להוא שמה די אלהא מברך מן עלמא ועד עלמא Дан. 2:20) — эта же фраза на арамейском языке использована в молитве «Кадиш» (יהא שמה רבא מברך)
- «Благословен Ты, Господи» (ברוך אתה יהוה‬, Пс. 118:12) — более поздняя[17][18] форма благословения с обращением к Богу во 2-м лице «Ты», в отличие от предыдущих форм с упоминанием Бога в 3-м лице «Он»
- «Благословен Ты, Господи, Бог [Он] наш, Царь [Он] Вечный» (ברוך אתה יהוה אלהינו מלך העולם‎) — современная раввинская редакция благословения (Вавилонский Талмуд, Брахот 40 б.10)

В основном, в Танахе описаны благословения, начинающиеся словосочетанием «Благословен Он». Раввины Талмуда обязали упомянуть имя Божие («Благословен Господь»), а после должен быть упомянут и титул («Благословен Господь, Царь Вечный»). В итоге большинство молитв начато формулой «Благословен Ты, Господи, Бог [Он] наш, Царь [Он] Вечный». Если молитва составлена из нескольких благословений, то чаще всего первое благословение начинается и кончается формулой, а последующие благословения лишь оканчиваются ею (Шмоне эсре, Амида, Меэйн шева, Хавинену, Биркат ха-мазон, см. Барху).

## Виды
Молитва может быть разнообразной:
Браха
Слово браха (ברכה‬) встречается в Танахе много раз, начиная с книги Бытия, для обозначения благословения Богом, отцом и другими людьми, «вот, я предлагаю вам сегодня благословение (браха) и проклятие» (Втор. 11:26). Слово браха связано со словом «колено» и происходит от корня ב.ר.כ.‎ со значениями «преклонять колени» и «благословлять»; связь между этими двумя значениями, возможно, объясняется тем, что первоначально при обряде благословения благословляемый обязательно становился на колени. Jewish Encyclopedia отмечает, что значение «преклонять колени» понимали в широком смысле, как «молиться», поскольку в древности часто преклоняли колени при молитве, и это значение использовано в грамматических формах, отличных от значения «благословлять».
Тода
Тода (תודה‬) — молитва при жертвоприношении, «вот закон о жертве мирной, которую приносят Господу: если кто в благодарность (тода) приносит ее» (Лев. 7:11—12). Также «славлю (моде) и величаю Тебя» (Дан. 2:23).
Тфила
В Танахе обращение к Богу обозначено, в основном, словом тфила (תפלה‬), которое происходит от корня פ.ל.ל.‎ со значением «надежда», «не надеялся я видеть твое лице» (Быт. 48:11), или «рассуждение». Слово тфила отсутствует в Торе, но встречается в остальных книгах Танаха; разные формы глагола палаль со значением «молиться» встречаются в Танахе более 70-и раз, начиная с книги Бытия. Употребляют и другие слова: тхина («мольба»), тхила («хвала»), однако тфила употребляют только для обращения к божеству (Богу или идолу, см. Ис. 44:17). В обиходе термин тфила толкуют расширительно и относят к таким элементам литургии, как Кол нидре, Шма, так как текст Шма обрамлён благословениями, «молитва (тфила) Давида. Услышь, Господи, правду [мою], внемли воплю моему, прими мольбу (тфила) из уст нелживых» (Пс. 16:1).
Тхила
Тхила (תהלה‬) — на Ближнем Востоке высшей степенью радости является свадьба, которую выражают женщины, подруги невесты, повторяющимися звуками на высшей ноте, откуда произошло слово «аллилуйя», слово-ономатоп, выражение радости, тхила)» (2Пар. 20:22). Также мужчины-семиты этим возгласом выражали радость победы.
Тхина
Тхина (תחנה‬) — мольба в земном поклоне в пост, «и обратил я лице мое к Господу Богу с молитвою и молением (тахнуним), в посте и вретище и пепле» (Дан. 9:3).
Атира
Атира (עתירה‬) — молитва во время жертвоприношения в дыму пряных воскурений, «из заречных стран Ефиопии поклонники Мои, дети рассеянных Моих, принесут Мне дары» (Соф. 3:10).
Рина
Рина (רנה‬) — радостная молитва, рина) и славословить» (2Пар. 20:22), а также в значении «вопль», «услышь, Господи, правду [мою], внемли воплю (рина) моему, прими мольбу из уст нелживых» (Пс. 16:1).
Шава
Шава (שבעה‬) — клятва, «и теперь поклянись мне здесь Богом» (Быт. 21:23).

## Структура
Преимущественно молитвы написаны во множественном числе (Бог наш, прости нас, благодарим…). Зачастую о Боге упомянуто в 3-м лице (Бог Авраама, освятил нас…), и тут же обращение к Богу во 2-м лице (Благословен Ты, помилуй нас…). Молитвы построены по типу хиазма, оканчиваются той же идеей, как начинались.
Особые молитвы, составленные на еврейском языке, имеют считанное количество букв, так, молитва «Ана адонай» поделена на полустишия, в которых каждое полустишие содержит пятнадцать букв, поделённых четырьмя словами, или, например, молитва «Биркат коханим», составленная из трёх фраз в виде пирамиды «от меньшего к большему» и «сверху вниз», символизируя собой благословение от Бога в противоположность проклятию, записывавшегося в виде перевёрнутого треугольника, первый стих состоит из трёх слов и пятнадцати букв, второй — из пяти слов и двадцати букв, третий — из семи слов и двадцати пяти букв (3-5-7, 15-20-25), в которых просматривается последовательность увеличения благословения Божиего имени (יהוה‬‬).
Современные иудейские молитвы имеют различную структуру:
Три
Большинство иудейских молитв составлены из трёх частей, это могут быть три благословения (Биркат ха-мапиль, Биркат ха-мазон, Биркат коханим, Барух ше-амар, Иштабах, Кадиш, Кдуша, молитва в канун беды, молитвенные псалмы 28, 134, 135, 144), а также могут быть три группы благословений (Шемоне-Эсре, Амида, Меэйн шева):
1. Прославление (שבח‎).
2. Прошение (בקשה‎).
3. Благодарение (הודאה‎).

Молитва включает в себя приветствия (в начале и конце), которые сопровождаются земными поклонами, и прошение (посередине). Оканчивать молитву словом שלום‎ («благоденствие») является распространённым стилем иудейской молитвы, так построены молитвы: «Амида», «Биркат коханим», «Биркат ха-мазон» (четвёртое благословение), «Биркат ха-мапиль», «Брих шме», «Кадиш», псалом 28.
Семь
Существуют молитвы, составленные из семи частей (Исх. 34:6, 7, Втор. 8:6—10, Меэйн шева, Шева брахот, Ана бе-хоах, молитвенные псалмы 28, 66, 99), которые служат клятвой (Быт. 21:30, 31). В родственных иудаизму авраамических религиях главная молитва также составлена из семи частей, в исламе — Аль-Фатиха, в христианстве — Отче наш.
Восемь
Особая молитва (псалом 117), предназначенная для зажигания свечей восьмисвечника на праздник Ханука. В составе этой молитвы центральное место (шамаш в восьмисвечнике) отведено старинной молитве о дожде (благополучии) «Ана адонай», которая также содержит восемь слов.
Тринадцать
Некоторые молитвы составлены из тринадцати частей (Тринадцать атрибутов милости, Тринадцать принципов иудаизма, Игдал, Брих шме, Барух ше-амар, молитвенные псалмы 148 и 150, Эход ми иодея), священное (счастливое) число, что каббалисты трактуют как гематрию слова эхад (אחד‎ — «един», см. Втор. 6:4), символизирующих Всевышнего. Согласно «Зогару», следует ограничиваться 13-ю выражениями соответственно 13-и атрибутам Божиим.
Акростих
Поучительные тексты, каждая фраза которых начинается со следующей буквы алфавита, представляя собой один из видов художественного построения речи, облегчающего её запоминание и предохраняющего от посторонних вставок или изъятий. Авину малкену была составлена из 24-х букв греческого алфавита и послужила основой для многих молитв. «Алфавитные» псалмы составлены из 22-х букв еврейского алфавита (полные и неполные), псалом 144 рассматривается как молитва для произнесения трижды в день. Молитва «Ана бе-хоах» является алфавитным акростихом, так же как «Ашамну».

## Язык
Согласно Мишне (Сота 7), молитвы произносят на родном языке. Личную мольбу (צלותא דמוספין) произносят дома на родном языке (таханун). Общинную молитву (תפילת הציבור‎) произносят на мишнаитском иврите (амида) с цитатами на библейском иврите из Танаха и вкраплениями греческих (нишмат) и арамейских (биркат ха-мазон) слов. Отдельные молитвы произносят на вавилонском иудео-арамейском (кадиш, брих шме, иекум пуркан, акдамут милин) языке Таргума. В XIX веке под влиянием хаскалы арамеизмы в иудейском богослужении были заменены мишнаитским ивритом. В настоящее время неоортодоксы, последователи Ш. Гирша, пытаются ввести в обычай произнесение иудео-арамейского кадиша на еврейском языке.

## В различных источниках

### Талмуд
В талмудическом иудаизме существует несколько традиций дополнения талмудических формул путём цитирования Танаха, перефразирования цитат и упоминания на иудео-арамейском языке Талмуда. Так выделились две традиции — аггадическая палестинская традиция и галахическая вавилонская. Вавилонская стала преобладать и разделилась на множество обычаев ортодоксального иудаизма (см. каноны богослужения в иудаизме).
В Талмуде установлено петь псалом 144 трижды в день в соответствии с храмовыми жертвоприношениями, подразумевая его в качестве молитвы Богу. «Рабби Элазар бар-Абина говорил, что тому, кто будет произносить псалом 144 каждый день трижды гарантировано воскресение в раю» (Вавилонский Талмуд, Брахот 4 б). Религиозный день в иерусалимском Храме, вопреки общему правилу, начинался обыкновенно не с вечера, не с момента появления звёзд на небосклоне, а с восхода солнца. Утреннее богослужение раввины соотнесли в Талмуде с утренним жертвоприношением в иерусалимском Храме на восходе солнца. Дневное богослужение раввины соотнесли в Талмуде с дневным жертвоприношением в иерусалимском Храме в девятом с половиной часу. Дополнительную молитву соотнесли в Талмуде с дополнительным жертвоприношением в иерусалимском Храме (Мишне Тора, Ахава, Тфила 1 и 3). Согласно Талмуду, вечерняя молитва — необязательна (Вавилонский Талмуд, Брахот 27 б).
В Талмуде установлен обязательный состав молитвы из семи благословений: 3 благословения в начале и 3 благословения в конце и центральное благословение о сути дня. Центральное благословение в будни — «Хавинену», в субботу — благословение о субботе, в праздник — о празднике (Вавилонский Талмуд, Брахот 29 а). В Талмуде определён точный текст краткого центрального благословения «Хавинену» (Вавилонский Талмуд, Брахот 29 а; Палестинский Талмуд, Брахот 33 а — 34 а). Перед молитвой произносят «Господи, отверзи губы мои, и уста мои возвестят хвалу Тебе» (Пс. 50:17), а после молитвы «Да будут слова уст моих и помышление сердца моего благоугодны пред Тобою, Господи, твердыня моя и Избавитель мой» (Пс. 18:15), как записано в палестинском Талмуде (Брахот 4:4).
В Талмуде постановлено молиться в общине из не менее, чем десяти взрослых евреев-мужчин (Мишна, Моэд, Мегила 4).
Маймонид считал молитву одной из 613 заповедей Торы (Мишне Тора, Ахава, Тфила 1), однако Нахманид отрицал это (Рамбан, Сефер ха-мицвот, Асе 5; Гмара, Брахот 21 а; Гмара, Сукка 38 а; Вавилонский Талмуд, Брахот 20 б). В Талмуде под «молитвой» понимали общинное благословение Богу и даже, когда еврей благословляет Бога наедине, в Талмуде постановлено благословлять от лица всей общины. Примером может послужить раннее краткое благословение после еды «Биркат ха-мазон» из четырёх слов на иудео-арамейском языке Талмуда, которое сегодня расширено до более, чем 350-и слов на библейском еврейском языке. В Талмуде указано вставить в благословение слова «Милостивый наш» (Вавилонский Талмуд, Брахот 40 б).

Благословен [Он] Господь сея лепёшки
Оригинальный текст (иврит)בריך מריה דהאי פיתא
— Вавилонский Талмуд, Брахот 40 б
В Талмуде установлен шаблон начала всякого благословения — «Благословен Ты, Господи, Бог [Он] наш, Царь [Он] Вечный, Который освятил Он нас заповедями Своими и заповедал Он нам…». Начало составлено во 2-м лице, а продолжение — в 3-м лице, например, благословение «Нетилат ядаим» о мытье рук.

Благословен Ты, Господи, Бог [Он] наш, Царь [Он] Вечный, Который освятил Он нас заповедями Своими и заповедал Он нам о поднимании рук
Оригинальный текст (иврит)ברוך אתה יהוה אלהינו מלך העולם אשר קדשנו במצותיו וצונו על נטילת ידים‎

В каирской генизе обнаружены пергаменты с текстом общинной молитвы «Шмоне эсре» из 18-и благословений, значительно отличающимся от текста, принятого сегодня.

### Мишна
В Мишне (Зраим, Брахот 4) приведён вариант краткой молитвы в час беды, которая составлена из 18-и слов — замена молитвы «Шмоне эсре», которая состоит из 18-и благословений и поэтому носит подобное название на иврите:

Раби Элиэзер говорит: «Тот, кто делает свою молитву однообразной, то нет в его молитве искренности». Раби Йо́шуа говорит: «Проходящий по опасному месту, молится краткой молитвой и произносит „Да упаси, Господи, народ Твой, остаток Израиля, [на] всяком распутье! Да станут нужды их пред ликом Твоим! Благословен Ты, Господи, Внемлющий мольбе“!»
Оригинальный текст (иврит)רבי אליעזר אומר העושה תפילתו קבע אין תפילתו תחנונים רבי יהושוע אומר המהלך במקום סכנה מתפלל תפילה קצרה ואומר הושע יהוה את עמך את שארית ישראל כל פרשת העיבור יהיו צורכיהם לפניך ברוך אתה יהוה שומע תפילה‎
— Мишна, Зраим, Брахот 4:4

### Мишне Тора
Маймонид в своей книге «Мишне Тора» писал, что молитва — одна из 613-и заповедей Торы. В Торе нет указаний о количестве молитв, нет формулы молитвы, нет определённого часа для молитвы.
Раввины установили связь между временами жертвоприношений в Храме и молитвами — 2 раза в день (утром и полдень) и дополнительную молитву. Также необязательную ночную молитву. И предзакатную молитву постных дней. По будням принято произносить 3 молитвы, в шаббат и праздники — 4, в Йом-кипур — 5.
Для молитвы необходимы: стояние, обращение лицом к Храму в Иерусалиме, сложение рук на груди, молитвенная одежда, место молитвы, негромкое произнесение молитвы, земной поклон, простирание ниц.

### Тора
В Торе не указаны ни количество молитв, ни время их совершения. Согласно Торе жертвоприношения в иерусалимском Храме совершали лишь священники. Левиты пели в Храме дважды в день (1Пар. 23:30).
В отличие от Талмуда, в Торе описаны как личная мольба (Исх. 34:9; Быт. 24:27), так и общинная молитва (Исх. 34:5—9) и благословение (Быт. 24:26; Втор. 26:5—15); о Боге говорят в 3-м лице; молитву сопровождают земным поклоном.

И преклонился человек тот и поклонился Господу, и сказал:
благословен Господь Бог господина моего Авраама, Который не оставил господина моего милостью Своею и истиною Своею! Господь прямым путем привел меня к дому брата господина моего.
— Быт. 24:26, 27
В Торе описано славословие Моисея Богу:

И сошел Господь в облаке, и остановился там близ него, и провозгласил имя Иеговы. И прошел Господь пред лицем его и возгласил:
Господь, Господь,
Бог человеколюбивый и милосердый,
долготерпеливый и многомилостивый и истинный,
сохраняющий [правду и являющий] милость в тысячи родов,
прощающий вину и преступление и грех,
но не оставляющий без наказания,
наказывающий вину отцов в детях и в детях детей до третьего и четвертого рода.
Моисей тотчас пал на землю и поклонился [Богу] и сказал: если я приобрел благоволение в очах Твоих, Владыка, то да пойдет Владыка посреди нас; ибо народ сей жестоковыен; прости беззакония наши и грехи наши и сделай нас наследием Твоим.
— Исх. 34:5—9
В Торе упомянуто о заповеди благословлять Бога после еды семи плодов земли, куда Бог привёл евреев (Втор. 8:6—10). Но эта заповедь является обязательной для еврея только в том случае, если он живёт на той земле и имеет собственный земельный надел:

Итак храни заповеди Господа, Бога твоего, ходя путями Его и боясь Его. Ибо Господь, Бог твой, ведет тебя в землю добрую,
в землю, где потоки вод, источники и озера выходят из долин и гор,
в землю, [где] пшеница, ячмень, виноградные лозы, смоковницы и гранатовые деревья,
в землю, где масличные деревья и мед,
в землю, в которой без скудости будешь есть хлеб твой и ни в чем не будешь иметь недостатка,
в землю, в которой камни – железо, и из гор которой будешь высекать медь.
И когда будешь есть и насыщаться, тогда благословляй Господа, Бога твоего, за добрую землю, которую Он дал тебе.
— Втор. 8:6—10
В Торе есть установленные тексты благословений о приношении начатков плодов в иерусалимский Храм, когда еврей живёт на своей земле:

Когда ты придешь в землю, которую Господь Бог твой дает тебе в удел, и овладеешь ею, и поселишься в ней; то возьми начатков всех плодов земли, которые ты получишь от земли твоей, которую Господь Бог твой дает тебе, и положи в корзину, и пойди на то место, которое Господь Бог твой изберет, чтобы пребывало там имя Его; и приди к священнику, который будет в те дни, и скажи ему: сегодня исповедую пред Господом Богом твоим, что я вошел в ту землю, которую Господь клялся отцам нашим дать нам. Священник возьмет корзину из руки твоей и поставит ее пред жертвенником Господа Бога твоего. Ты же отвечай и скажи пред Господом Богом твоим:
отец мой был странствующий Арамеянин, и пошел в Египет и поселился там с немногими людьми, и произошел там от него народ великий, сильный и многочисленный; но Египтяне худо поступали с нами, и притесняли нас, и налагали на нас тяжкие работы;
и возопили мы к Господу Богу отцов наших, и услышал Господь вопль наш и увидел бедствие наше, труды наши и угнетение наше; и вывел нас Господь из Египта [Сам крепостию Своею великою и] рукою сильною и мышцею простертою, великим ужасом, знамениями и чудесами, и привел нас на место сие, и дал нам землю сию, землю, в которой течет молоко и мед; итак вот, я принес начатки плодов от земли, которую Ты, Господи, дал мне, [от земли, где течет молоко и мед].
И поставь это пред Господом Богом твоим, и поклонись пред Господом Богом твоим, и веселись о всех благах, которые Господь Бог твой дал тебе и дому твоему, ты и левит и пришелец, который будет у тебя.
— Втор. 26:1—11
И также благословение Богу в Храме после отделения десятин:

Когда ты отделишь все десятины произведений [земли] твоей в третий год, год десятин, и отдашь левиту, пришельцу, сироте и вдове, чтоб они ели в жилищах твоих и насыщались, тогда скажи пред Господом Богом твоим:
я отобрал от дома [моего] святыню и отдал ее левиту, пришельцу, сироте и вдове, по всем повелениям Твоим, которые Ты заповедал мне: я не преступил заповедей Твоих и не забыл; я не ел от нее в печали моей, и не отделял ее в нечистоте, и не давал из нее для мертвого; я повиновался гласу Господа Бога моего, исполнил все, что Ты заповедал мне; призри от святого жилища Твоего, с небес, и благослови народ Твой, Израиля, и землю, которую Ты дал нам – так как Ты клялся отцам нашим [дать нам] землю, в которой течет молоко и мед.
В день сей Господь Бог твой завещевает тебе исполнять [все] постановления сии и законы: соблюдай и исполняй их от всего сердца твоего и от всей души твоей.
— Втор. 26:12—16
Благословение священниками евреев, принёсших жертвы в Храм:

И сказал Господь Моисею, говоря: скажи Аарону и сынам его: так благословляйте сынов Израилевых, говоря им:
да благословит тебя Господь и сохранит тебя!
да призрит на тебя Господь светлым лицем Своим и помилует тебя!
да обратит Господь лице Свое на тебя и даст тебе мир!
Так пусть призывают имя Мое на сынов Израилевых, и Я [Господь] благословлю их.
— Чис. 6:22—27